# Статуя вождя Сиэтла
Статуя вождя Сиэтла (англ. Statue of Chief Seattle) — скульптура в натуральную величину вождя Сиэтла работы местного скульптора Джеймса Вена. Установлена на площади Тиликум в американском городе Сиэтл.

## Описание
Статуя сделана из меди. Вес скульптуры составляет около 180 кг. Вождь Сиэтл изображён с приветственно вытянутой правой рукой. Статуя стоит на каменном основании, спроектированном как фонтан.

## История
Вождь Сиэтл являлся предводителем племён суквомиши и дувомиши, проживающих на территории современного штата Вашингтон. Завоевал авторитет как среди соплеменников, так и среди белых, последовательно отстаивая политику мирного сосуществования с белыми поселенцами, завязал личную дружбу с доктором Дэвидом С. Мэйнардом — влиятельным общественным деятелем и защитником прав индейцев, который основал город Сиэтл, названный в честь вождя.
Создание статуи велось с 1907 года. Официальное её открытие состоялость 13 ноября 1912 года в присутствии правправнучки вождя Сиэтла Миртл Лугери.
В 1962 году статуя была направлена на реконструкцию и очистку. После очистки статуя была возвращена в исходное положение по направлению к заливу Эллиотт.
19 апреля 1984 года скульптура добавлена в Национальный реестр исторических мест США.
16 мая 1985 года памятник официально объявлен достопримечательностью города Сиэтла.